# Verlag Hans-Rudolf Hintermann
Der Verlag Hans-Rudolf Hintermann ist ein christlicher Verlag in Beinwil am See, Schweiz, der 1958 gegründet wurde.
Der Verlag gab zunächst Bücher, Kalender und Karten heraus. Unter dem Label Resonanz Music-Production erschienen dann in den 1980er Jahren auch Tonträger von Künstlern wie Martin Gerhard, Gloria Gabriel und Klaus Heizmann mit seinen Chören. Ebenso bot der Verlag christliche Gruppenreisen an. Heute spezialisiert er sich vor allem auf Kerzen, Karten, Poster, Aufkleber, Tassen und andere Geschenkartikel mit christlichen Texten wie Bibelversen, dem ICHTHYS-Fisch oder israelischen Symbolen wie dem Davidstern.
Der deutsche Ableger des Schweizer Verlags in Bad Rappenau wurde Ende der 1990er Jahre vom Kawohl Verlag aufgekauft, der seither den Namen als Marke Hintermann-Edition für seine Geschenkartikel bis heute nutzt.

## Diskografie
| Nr.   | Titel | Künstler | Jahr     | Anmerkung |
| ----- | --- | --- | -------- | --------- |
| 55497 | ... darum bleibe bei uns ... | Revival-Chor unter der Leitung von Lothar Conrad Gemischter Chor Walldorf Männerchor Sinsheim Lili Weißer Rafael Ortiz Martin Gerhard | 1983 (?) |           |
| 55497 | Einst war ich fern • Es sind Gottes Gelegenheiten • Neu! Jeden Morgen ganz neu! • Nieder zur Erden • Mein Jesus ich lieb dich • Mein Pfad zum Himmel • Was willst du tun mit Jesus? • Danke, Jesus, für dein Wort • Das Vaterunser • Herr, deine Güte • Leben für Jesus • Oft ist das Leben • Er leitet jede Seele • The Holy City • Bleibe bei uns                                                                  | Revival-Chor unter der Leitung von Lothar Conrad Gemischter Chor Walldorf Männerchor Sinsheim Lili Weißer Rafael Ortiz Martin Gerhard | 1983 (?) |           |
|       | | |          |           |
| 57240 | Wer diesem Felsen fest vertraut | Männerchor Derschlag Martin Gerhard Lili Weißer                                                                                       | 198?     |           |
| 57240 | Mein Glaube fest sich bauen kann • Ich will preisen meinen Herrn • Man erzählte mir froh • Gott liebte uns • Füll den Kelch, Herr! • Wir weilen bei dem Lebenswasser • Jeder Tag • Jesus rettet • Ich fange von vorne an • Ein jeder trage • Sie kommen von Ost und West • Wer kann Menschen besser helfen • Tief in meinen Gedanken • O du Lamm Gottes • Abendglocken                                               | Männerchor Derschlag Martin Gerhard Lili Weißer                                                                                       | 198?     |           |
|       | | |          |           |
| 57984 | Ich sah viel von der Welt | Manfred Weise Martin Gerhard Michel-Louis Kallipetis Jericho-Bläser                                                                   | 198?     |           |
| 57984 | Komm zu dem Heiland • O Gnade Gottes • Warum ich, Herr? • Tief in meinen Gedanken • Ich sah viel von der Welt • Durch sein Wort • Lieder-Potpourri • Der Herr ist mein Licht • Du großer Gott • Frisch von dem Thron des Lammes • In deinem Haus • An deiner Seite gehn • Chorus-Potourri • Seit nach Gottes Reich • Vieles hast du schon gehört • Ich bin durch die Welt gegangen • Die Himmel rühmen • In der Welt | Manfred Weise Martin Gerhard Michel-Louis Kallipetis Jericho-Bläser                                                                   | 198?     |           |

| Nummer | Nummer | Nummer  | Format | Titel | Künstler | Jahr                                                                    | Anmerkung |
| Präfix | Nr.    | Postfix | Format | Titel | Künstler | Jahr                                                                    | Anmerkung |
| ------ | ------ | ------- | ------ | --- | --- | ----------------------------------------------------------------------- | --- |
| 07     | 007    | 8       | LP     | In meinem Herzen jubelt | Martin Gerhard Revival-Chor unter der Leitung von Lothar Conrad | 1983 (?)                                                                | |
| 07     | 007    | 8       | LP     | Suchst du den Sinn deines Lebens? • Sei mir gegrüßt, Herr Jesu Christ • Mein Freund heißt Jesus Christ • Gnade, die Jesus uns zugewandt • Danke, Jesus, für dein Wort • O welch ein Freund ist mein Jesus • Vater im Himmel • Gottes Liebe, sie hat keine Grenzen • In meinem Herzen jubelt • Niemand erkennt, wie einsam ich bin • Ist auch mein Weg hier oft einsam • Ich hab Fried gefunden • Ja, Jesus ist mein bester Freund • Lehr mich, dass ich voller Demut • Musst oftmals im Leben | Martin Gerhard Revival-Chor unter der Leitung von Lothar Conrad | 1983 (?)                                                                | |
|        |        |         |        | | |                                                                         | |
| 07     | 009    | 4       | MC     | Bunte Mischung – zum Lobe Gottes Jubiläums-Album* | Martin Gerhard Manfred Weise Lili Weißer Revival-Chor unter der Leitung von Lothar Conrad Männerchor Sinsheim                                                                                           | 198?                                                                    | * Untertitel bei Initialveröffentlichung: „Jubiläums-MusiCassette“ |
| 07     | 009    | 4       | MC     | [1] Ich will preisen meinen Herrn • [2] Ich sah viel von der Welt • [3] Oft ist das Leben • [4] Durch sein Wort • [5] Mein Pfad zum Himmel • [6] Chorus-Potpourri • [7] Suchst du den Sinn des Lebens • [8] Der Herr ist mein Licht • [9] Seit nach Gottes Reich • [10] Er leitet jede Seele • [11] Mein Jesus ich lieb dich • [12] In deinem Haus • [13] Mein Freund heißt Jesus Christ • [14] Tief in meinen Gedanken • [15] Vieles hast du schon gehört • [16] Jesus rettet • [17] Bleibe bei uns | Martin Gerhard Manfred Weise Lili Weißer Revival-Chor unter der Leitung von Lothar Conrad Männerchor Sinsheim                                                                                           | 198?                                                                    | * Untertitel bei Initialveröffentlichung: „Jubiläums-MusiCassette“ |
| 07     | 010    | 2       | MC     | Ein neuer Tag | Johnny & Gloria | 198?                                                                    | |
| 07     | 010    | 2       | MC     | O dass ich tausend Zungen hätt • Ein ewiger Gott • Hörst du nicht • Jesus Is The Answer • So wie ein Wanderer • Weil ich die Freude fand • Ich bin durch die Welt gegangen • Niemand auf der Erde • He’s Alive • Ein neuer Tag | Johnny & Gloria | 198?                                                                    | |
|        |        |         |        | | |                                                                         | |
| 07     | 030    | 0       | LP     | Erleichtert | Studio-Chor des Musischen Bildungszentrums St. Goar unter der Leitung von Klaus Heizmann 1 Hella Heizmann 2 Beate Ling 3 Ruthild Wilson 4 Eberhard Rink Christian Löer                                  | 1988                                                                    | Katalognummer weiterer Ausgabeformate: Playback-MC 07/039-1 CD 07/040-9 |
| 07     | 030    | 0       | LP     | [1] Erleichtert (Intro) • [2] Der Herr ist mein Licht2 • [3] Seid nicht so ängstlich1 • [4] Hilfe ist vor der Tür1 • [5] Den Frieden lasse ich euch • [6] Lobt den Herrn mit Musik3 • [7] Kommt, singt dem Herrn ein Lied • [8] Gott ist anders als du denkst (Christian Löer) • [9] Du hast mir Arbeit gemacht2 • [10] Die Welt lebt auf und singt1; 2; 5 • [11] Nichts kann uns von deiner Liebe scheiden1 • [12] Geh unter Gnade1 / Erleichtert (Reprise) | Studio-Chor des Musischen Bildungszentrums St. Goar unter der Leitung von Klaus Heizmann 1 Hella Heizmann 2 Beate Ling 3 Ruthild Wilson 4 Eberhard Rink Christian Löer                                  | 1988                                                                    | Katalognummer weiterer Ausgabeformate: Playback-MC 07/039-1 CD 07/040-9 |
| 07     | 031    | 8       | LP     | So schön wie Blumen blühen | Voral-Singgruppe unter der Leitung von Herold Sahm | 1985                                                                    | Katalognummer weiterer Ausgabeformate: MC 07/032-6 |
| 07     | 031    | 8       | LP     | Du gabst Leben in mich • Ein Licht scheint für jeden • Herr lehr mich beten • Schau ich zurück • Ewiger Gott • Chorus-Potpourri • Herr, hilf mir gehn • Freude - Ja, ich weiß • Wenn du von Gott hörst • So schön wie Blumen blühen | Voral-Singgruppe unter der Leitung von Herold Sahm | 1985                                                                    | Katalognummer weiterer Ausgabeformate: MC 07/032-6 |
| 07     | 032    | 6       | MC     | So schön wie Blumen blühen | siehe Katalognummer LP 07/031-8 | siehe Katalognummer LP 07/031-8                                         | siehe Katalognummer LP 07/031-8 |
| 07     | 033    | 4       | LP     | Von der Liebe | Ninive unter der Leitung von Matthias Bühler Nicole Vogel Jan Vering | 198?                                                                    | Katalognummer weiterer Ausgabeformate: MC 07/034-2 |
| 07     | 033    | 4       | LP     | Halleluja • Von der Liebe • Im Glauben träumen • Kommt zum Fest • Spielende Kinder • Sorg dich nicht • Nimm doch, was Jesus gibt • Herr, wir wissen • Friede sei nun mit euch allen • Gott im Hauch • Frieden | Ninive unter der Leitung von Matthias Bühler Nicole Vogel Jan Vering | 198?                                                                    | Katalognummer weiterer Ausgabeformate: MC 07/034-2 |
| 07     | 034    | 2       | MC     | Von der Liebe | siehe Katalognummer LP 07/033-4 | siehe Katalognummer LP 07/033-4                                         | siehe Katalognummer LP 07/033-4 |
| 07     | 035    | 9       | LP     | Lichtblicke | Studio-Chor des Musischen Bildungszentrums St. Goar unter der Leitung von Klaus Heizmann 1 Cae Gauntt 2 Hella Heizmann 3 Beate Ling 4 Eddie Gauntt 5 Eberhard Rink                                      | 1986                                                                    | Katalognummer weiterer Ausgabeformate: MC 07/036-7; Playback-MC 07/037-5 |
| 07     | 035    | 9       | LP     | Lasst uns loben • Selig sind, die Frieden stiften2 • Wie herrlich ist dein Name • Von ganzem Herzen will ich dir danken1; 4 • Die Freude geht mit uns • Nur noch ein Gefühl? (Cae Gauntt) • Freut euch im Herrn allezeit • Vom Aufgang bis zum Untergang • Gavotte von Georg Friedrich Händel • Mein Gott, wie bist du groß2 • Wollte ich nicht für mein Leben gern • Er gibt uns Kraft (Cae & Eddie Gauntt) • Also hat Gott die Welt geliebt [Hella-Heizmann/Hans-Werner-Scharnowski-Vertonung]2 • Herr, wir wollen Schritte wagen1; 3; 5 | Studio-Chor des Musischen Bildungszentrums St. Goar unter der Leitung von Klaus Heizmann 1 Cae Gauntt 2 Hella Heizmann 3 Beate Ling 4 Eddie Gauntt 5 Eberhard Rink                                      | 1986                                                                    | Katalognummer weiterer Ausgabeformate: MC 07/036-7; Playback-MC 07/037-5 |
| 07     | 036    | 7       | MC     | Lichtblicke | siehe Katalognummer LP 07/035-9 | siehe Katalognummer LP 07/035-9                                         | siehe Katalognummer LP 07/035-9 |
| 07     | 037    | 5       | PB- MC | Lichtblicke | siehe Katalognummer LP 07/035-9 | siehe Katalognummer LP 07/035-9                                         | siehe Katalognummer LP 07/035-9 |
|        |        |         |        | | |                                                                         | |
| 07     | 039    | 1       | PB- MC | Erleichtert | siehe Katalognummer LP 07/030-0 | siehe Katalognummer LP 07/030-0                                         | siehe Katalognummer LP 07/030-0 |
| 07     | 040    | 9       | CD     | Erleichtert | siehe Katalognummer LP 07/030-0 | siehe Katalognummer LP 07/030-0                                         | siehe Katalognummer LP 07/030-0 |
|        |        |         |        | | |                                                                         | |
| 07     | 045    | 8       | LP     | Überreich beschenkt | Resonanz unter der Leitung von Hella Heizmann 1 Hella Heizmann 2 Beate Ling 3 Elke Thiel 4 Bernd-Martin Müller 5 Don und 6 Susie Newby                                                                  | 1987                                                                    | Katalognummer weiterer Ausgabeformate: MC 07/046-6, Playback-MC 07/047-4 |
| 07     | 045    | 8       | LP     | Du weckst mich jeden Morgen [Version 1987]3 • Lied der Lydia (Ich habe den Duft der Rosen geliebt) - Hella Heizmann • Wir haben nichts dazugetan3 • Inspiration am Morgen (Instrumental) • Ein Blatt5 • Gott hört dein Gebet (Wenn die Last der Welt) [Version 1987]1 • Seid fröhlich in Hoffnung1 • Im Traum erblickte ich mein Leben2 • Nachtgedanken (Instrumental) • Denn er hat seinen Engeln befohlen (Wer auf Gott vertraut)2 • Mein ganzes Leben5;6 • Wir sind überreich beschenkt (Überreich beschenkt)1 • Herr, wir loben dich1;2;4 | Resonanz unter der Leitung von Hella Heizmann 1 Hella Heizmann 2 Beate Ling 3 Elke Thiel 4 Bernd-Martin Müller 5 Don und 6 Susie Newby                                                                  | 1987                                                                    | Katalognummer weiterer Ausgabeformate: MC 07/046-6, Playback-MC 07/047-4 |
| 07     | 046    | 6       | MC     | Überreich beschenkt | siehe Katalognummer LP 07/045-8 | siehe Katalognummer LP 07/045-8                                         | siehe Katalognummer LP 07/045-8 |
| 07     | 047    | 4       | PB- MC | Überreich beschenkt | siehe Katalognummer LP 07/045-8 | siehe Katalognummer LP 07/045-8                                         | siehe Katalognummer LP 07/045-8 |
| 07     | 048    | 2       | LP     | Ich werfe mein Lied hinauf an den Himmel Lob, Dank und Anbetung | Studio-Chor des Musischen Bildungszentrums St. Goar unter der Leitung von Klaus Heizmann 1 Gloria Gabriel 2 Beate Ling 3 Ruthild Wilson 4 Helmut Jost 5 Eberhard Rink Hella, Melanie und Viola Heizmann | 1989                                                                    | * Katalognummer weiterer Ausgabeformate: MC 07/049-0; CD 07/050-8; Playback-MC 07/053-2 |
| 07     | 048    | 2       | LP     | [1] Er ist der Herr / Groß ist der Herr1; 5 • [2] Ich werfe mein Lied hinauf an den Himmel (Hella, Melanie und Viola Heizmann) • [3] Sehet und schmecket die Freundlichkeit des Herrn3 • [4] Gott ist gütig4 • [5] Wir erheben unsre Hände zum Lobpreis2 • [6] Lobt und dankt unserm Herrn3 • [7] Lobt den Herrn nicht nur mit Tönen2; 4 • [7] Wir erheben dich und beten dich an (Gloria Gabriel) • [9] Der Grund unsrer Dankbarkeit4 • [10] Wenn der Herr die Gefangenen erlösen wird / Halleluja unsrem Vater (Halleluja unserm Vater)3 | Studio-Chor des Musischen Bildungszentrums St. Goar unter der Leitung von Klaus Heizmann 1 Gloria Gabriel 2 Beate Ling 3 Ruthild Wilson 4 Helmut Jost 5 Eberhard Rink Hella, Melanie und Viola Heizmann | 1989                                                                    | * Katalognummer weiterer Ausgabeformate: MC 07/049-0; CD 07/050-8; Playback-MC 07/053-2 |
| 07     | 049    | 0       | MC     | Ich werfe mein Lied hinauf an den Himmel | siehe Katalognummer LP 07/048-2 | siehe Katalognummer LP 07/048-2                                         | siehe Katalognummer LP 07/048-2 |
| 07     | 050    | 8       | CD     | Ich werfe mein Lied hinauf an den Himmel | siehe Katalognummer LP 07/048-2 | siehe Katalognummer LP 07/048-2                                         | siehe Katalognummer LP 07/048-2 |
|        |        |         |        | | |                                                                         | |
| 07     | 053    | 2       | PB- MC | Ich werfe mein Lied hinauf an den Himmel | siehe Katalognummer LP 07/048-2 | siehe Katalognummer LP 07/048-2                                         | siehe Katalognummer LP 07/048-2 |
| 07     | 054    | 0       | LP     | Posaunissimo | Markus Lenzing | 1990                                                                    | Katalognummer weiterer Ausgabeformate: CD 07/056-5 |
| 07     | 054    | 0       | LP     | Joshua Fit The Battle • Posaunissimo • Pass It On (Ins Wasser fällt ein Stein) • I’m Gonna Ride • Andante für Posaune • Schönster Herr Jesus • Silvi • Corelli Goes Latin • Jesus, wir sehen auf dich / Jesus, du des Lebens Herr • Gott soll es sein / Let There Be Praise • Swing Low, Sweet Chariot • Catwalk To The Ark | Markus Lenzing | 1990                                                                    | Katalognummer weiterer Ausgabeformate: CD 07/056-5 |
| 07     | 055    | 7       | MC     | Posaunissimo | siehe Katalognummer LP 07/054-0 | siehe Katalognummer LP 07/054-0                                         | siehe Katalognummer LP 07/054-0 |
| 07     | 056    | 5       | CD     | Posaunissimo | siehe Katalognummer LP 07/054-0 | siehe Katalognummer LP 07/054-0                                         | siehe Katalognummer LP 07/054-0 |
|        |        |         |        | | |                                                                         | |
| 07     | 058    | 1       | LP     | Ich werfe mein Lied hinauf an den Himmel 2 Lob, Dank und Anbetung | Resonanz* unter der Leitung von Klaus Heizmann 1 Ulrike Ferdinand; 2 Gloria Gabriel; 3 Hella Heizmann; 4 Claudia Klappstein; 5 Beate Ling; 6 Helmut Jost; Hella, Melanie und Viola Heizmann             | 1991                                                                    | * Bezeichnung bei Initialveröffentlichung: „Der Studio-Chor des Musischen Bildungszentrums“ sowie „Der Studiochor mit Solisten unter der Leitung von Klaus Heizmann“; Katalognummer weiterer Ausgabeformate: MC 07/059-9; CD 07/060-7; Playback-MC 07/063-1 |
| 07     | 058    | 1       | LP     | [1] Dem, der die Liebe ist (Dem, der die Liebe ist, gilt unser Lobgesang)4 • [2] Wenn Lieder und Worte versagen1 • [3] Diener und Herr (Vom Himmel kamst du herab)1; 6 • [4] Heilig, heilig, heilig ist der Herr (Heilig, heilig, heilig) / Majestät, herrliche Majestät (Majestät)3 • [5] Aus der Tiefe hob mich deine Hand / Aus der allertiefsten Tiefe5; 6 • [6] Auf den Flügeln der Morgenröte (Hella, Melanie und Viola Heizmann) • [7] Lobe Gott • [8] Herr, du weißt2 • [9] Herr, das Licht deiner Liebe leuchtet auf (Jesus, dein Licht)5 • [10] Geborgen und verstanden / Gott ist ein Gott, der große Dinge tut3 • [11] Herr, mach uns still / Meine Seele ist stille in dir [Version 1991]2 | Resonanz* unter der Leitung von Klaus Heizmann 1 Ulrike Ferdinand; 2 Gloria Gabriel; 3 Hella Heizmann; 4 Claudia Klappstein; 5 Beate Ling; 6 Helmut Jost; Hella, Melanie und Viola Heizmann             | 1991                                                                    | * Bezeichnung bei Initialveröffentlichung: „Der Studio-Chor des Musischen Bildungszentrums“ sowie „Der Studiochor mit Solisten unter der Leitung von Klaus Heizmann“; Katalognummer weiterer Ausgabeformate: MC 07/059-9; CD 07/060-7; Playback-MC 07/063-1 |
| 07     | 059    | 9       | MC     | Ich werfe mein Lied hinauf an den Himmel 2 | siehe Katalognummer LP 07/058-1 | siehe Katalognummer LP 07/058-1                                         | siehe Katalognummer LP 07/058-1 |
| 07     | 060    | 7       | CD     | Ich werfe mein Lied hinauf an den Himmel 2 | siehe Katalognummer LP 07/058-1 | siehe Katalognummer LP 07/058-1                                         | siehe Katalognummer LP 07/058-1 |
|        |        |         |        | | |                                                                         | |
| 07     | 063    | 1       | PB- MC | Ich werfe mein Lied hinauf an den Himmel 2 | Playback zu Katalognummer LP 07/058-1 | Playback zu Katalognummer LP 07/058-1                                   | Playback zu Katalognummer LP 07/058-1 |
| 07     | 064    | 9       | MC     | Ich werfe mein Lied hinauf an den Himmel 3 | siehe Katalognummer CD 07/065-6 | siehe Katalognummer CD 07/065-6                                         | siehe Katalognummer CD 07/065-6 |
| 07     | 065    | 6       | CD     | Ich werfe mein Lied hinauf an den Himmel 3 Lob, Dank und Anbetung | Resonanz unter der Leitung von Klaus Heizmann 1 Gloria Gabriel 2 Angela Gerhold 3 Beate Ling 4 Bernd-Martin Müller                                                                                      | 1993                                                                    | Katalognummer weiterer Ausgabeformate: MC 07/064-9 |
| 07     | 065    | 6       | CD     | Dein Wort3; 4 • Jesus, wir lieben dich • Hosianna3 • Ewiger, unbegreiflicher3 • Jeder Sonnenstrahl (Gloria Gabriel) • Er ist das Licht2; 4 • In Jesu Namen • Lobe den Herrn, meine Seele / Gott, mein Herz ist bereit2 • Kommt und betet an1 • Wohl dem, der Gott fest vertraut • Neigt euch in Ehrfurcht2 | Resonanz unter der Leitung von Klaus Heizmann 1 Gloria Gabriel 2 Angela Gerhold 3 Beate Ling 4 Bernd-Martin Müller                                                                                      | 1993                                                                    | Katalognummer weiterer Ausgabeformate: MC 07/064-9 |
| 07     | 066    | 4       | PB- MC | Ich werfe mein Lied hinauf an den Himmel 3 | siehe Katalognummer CD 07/065-6 | siehe Katalognummer CD 07/065-6                                         | siehe Katalognummer CD 07/065-6 |
|        |        |         |        | | |                                                                         | |
| 07     | 091    | 2       | MC     | Feiert Jesus! | Auslieferungsprodukt, erschienen bei Hänssler Music unter Nr. MC 96.644 | Auslieferungsprodukt, erschienen bei Hänssler Music unter Nr. MC 96.644 | Auslieferungsprodukt, erschienen bei Hänssler Music unter Nr. MC 96.644 |
|        |        |         |        | | |                                                                         | |
| 07     | 127    | 4       | CD     | Wirklich frei | Jubal-Chor | ????                                                                    | |
| 07     | 127    | 4       | CD     | Halleluja! Gott ist allmächtig • Gott hat Frieden mit uns vor • Es ist vollbracht • Nobody Knows • Lasst uns loben unseren Gott und Vater • Gottes Hand • Joshua Fought The Battle Of Jericho • Der Weinstock • This Is Why I Want To Go • Also hat Gott die Welt geliebt • Wen Jesus frei macht • Oh Happy Day • Seid stark in dem Herrn | Jubal-Chor | ????                                                                    | |
|        |        |         |        | | |                                                                         | |
| 07     | 130    | 8       | CD     | Augenblick | Doulos | ????                                                                    | |
| 07     | 130    | 8       | CD     | Glauben • Groß bist du • Reich, überreich • Mighty Spirit • Nicht Macht und Reichtum • Hilf mir • O preiset ihn • Wir sind nicht allein • Weiß wie Schnee • Jesus ist das Brot • Weil Jesus ruft • Mein Lied für dich | Doulos | ????                                                                    | |